# Niecielin
Niecielin – wieś w Polsce położona w województwie lubelskim, w powiecie parczewskim, w gminie Podedwórze.
W latach 1975–1998 miejscowość administracyjnie należała do województwa bialskopodlaskiego.
Wieś stanowi sołectwo w gminie Podedwórze. Według Narodowego Spisu Powszechnego z roku 2011 wieś liczyła 21 mieszkańców.
Wieś w dziewiętnastym wieku wymieniana byłą w składzie gminy Opole, [w:] Słownik geograficzny Królestwa Polskiego, t. VII: Netrebka – Perepiat, Warszawa 1886, s. 562.
Wierni Kościoła rzymskokatolickiego należą do parafii Podwyższenia Krzyża Świętego w Podedwórzu.